# Il corvo (film 1926)
Il corvo (The Blackbird) è un film drammatico del 1926 diretto da Tod Browning.

## Trama
Dan Tate, losco criminale di quartiere, detto "Il Corvo", e suo fratello, un prete fisicamente disabile che gestisce una meritoria associazione benefica, e che è soprannominato "Il Vescovo", sono in realtà la stessa persona: egli gestisce abilmente la propria doppia identità, con repentini travestimenti, in modo da sfuggire alle investigazioni che la polizia tenta di attuare per le malefatte che compie (con l'alias del Corvo).
Il Corvo è invaghito dell'avvenente soubrette Fifi Lorraine, ma ella gli preferisce Bertie Clayde, un altro delinquente della città che usa farsi passare per un uomo dell'alta società. Scopo del Corvo è dunque quello di mettere Fifi contro Bertie (e viceversa): cosa che – con ingegnosi stratagemmi – riesce quasi a fare. Senonché, nelle ultime concitate fasi, quando la polizia è ad un passo dal mettere le mani sul Corvo, egli, sotto le spoglie del Vescovo, a seguito di un banale incidente sviluppa precisamente la stessa invalidità che aveva sempre finto, ed in brevissimo tempo, a causa del trauma, muore.

## Produzione
Prodotto dalla MGM

## Distribuzione
Il film fu distribuito dalla MGM che lo fece uscire in prima il 10 gennaio 1926.

### Date di uscita
IMDb
- USA	10 gennaio 1926	 (première)
- USA	11 gennaio 1926
- Germania	giugno 1926
- Finlandia	30 maggio 1927
- Portogallo	20 giugno 1928

Alias
- Czarny ptak	Polonia
- Der Rabe von London	Germania
- Der schwarze Vogel	Austria
- Ein unheimlicher Verbrecher 	Austria
- L'Oiseau noir	Francia
- Maldad encubierta	Spagna
- O Lacrau	Portogallo
- The Black Bird	USA (titolo poster)
- Zigeuner im Frack	Germania